# Literaturjahr 1806
Liste der Literaturjahre

1805 | Literaturjahr 1806

Weitere Ereignisse
Dieser Artikel behandelt das Literaturjahr 1806.

## Ereignisse
- 31. Oktober: Die deutsche Dichterin und Übersetzerin sowie erste Ehefrau Clemens Brentanos, Sophie Mereau (* 1771), verstirbt bei der Geburt ihres dritten Kindes. Keines der Kinder wird das Kindesalter überleben.[1]
- 3. November: In Madrid verstirbt der spanische Publizist und Schriftsteller José Clavijo y Fajardo (* 1727), auf dessen Leben und seiner Liebe zu einer Schwester von Pierre Augustin Caron de Beaumarchais Johann Wolfgang von Goethes Clavigo basiert.[2][3][4]
- 14. Dezember: William Shakespeares Heinrich VIII. erlebt in der Übersetzung von Ludwig Schubart seine Uraufführung in deutscher Sprache an der Hofbühne Stuttgart.[5]
- Achim von Arnim gibt ab 1806 die Zeitschrift für Einsiedler heraus.
- Die deutsche Schriftstellerin und Salonnière jüdischer Abstammung Rahel Levin beendet die erste Phase ihres literarischen Salons in Berlin.[6][7]
- François-René de Chateaubriand unternimmt eine mehrmonatige Rundreise durch Italien, Griechenland, Palästina, Nordafrika und Spanien. In Jerusalem erhält er den Ritterschlag zum Ritter vom Heiligen Grab. Die Reise schildert er später in Itinéraire de Paris à Jérusalem (1811) in einer Mischung aus pittoresker Beschreibung und romantisch-melancholischer Rückschau.
- Friedrich Schlegel schließt nach zwei Jahren seine Kritik der philosophischen Systeme ab.
- Die politischen und militärischen Ereignisse innerhalb Europas in den Jahren 1805 und 1806 beeinflussen nachhaltig die literarische Szene des deutschsprachigen Raums: Johann Gottfried Seume verfasst Der Bourbonide fiel durchs Beil… als Mahnung gegenüber Napoleon Bonaparte,[8] Friedrich Hölderlin publiziert das ebenso romantisch-patriotische Die Heimat und Karl Friedrich Müchler adressiert eines seiner Gedichte direkt An die Deutschen[9][10]
- Noah Webster veröffentlicht das A Compendium Dictionary of the English Language mit rund 28.000 Einträgen.[11] Die stark erweiterte, zweibändige Ausgabe erscheint 1828 unter dem Titel An American Dictionary of the English Language
- Die Stockholmer Oper wird vorübergehend bis 1809 geschlossen.
- Das Adelphi Theatre und das Olympic Theatre werden in London eröffnet.
- Das Maly-Theater in Moskau wird begründet.[12]

## Neuerscheinungen

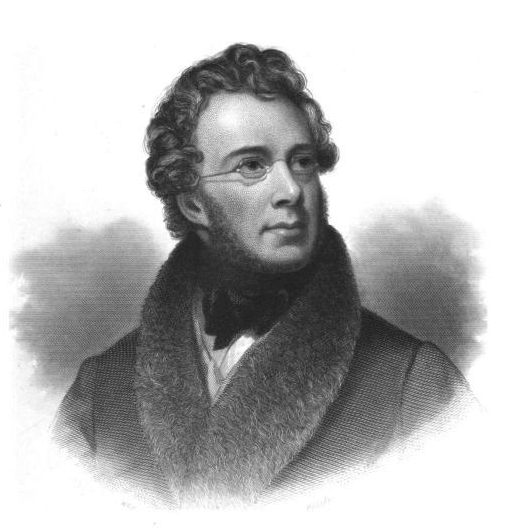
Charles Fenno Hoffman (1806–1884)

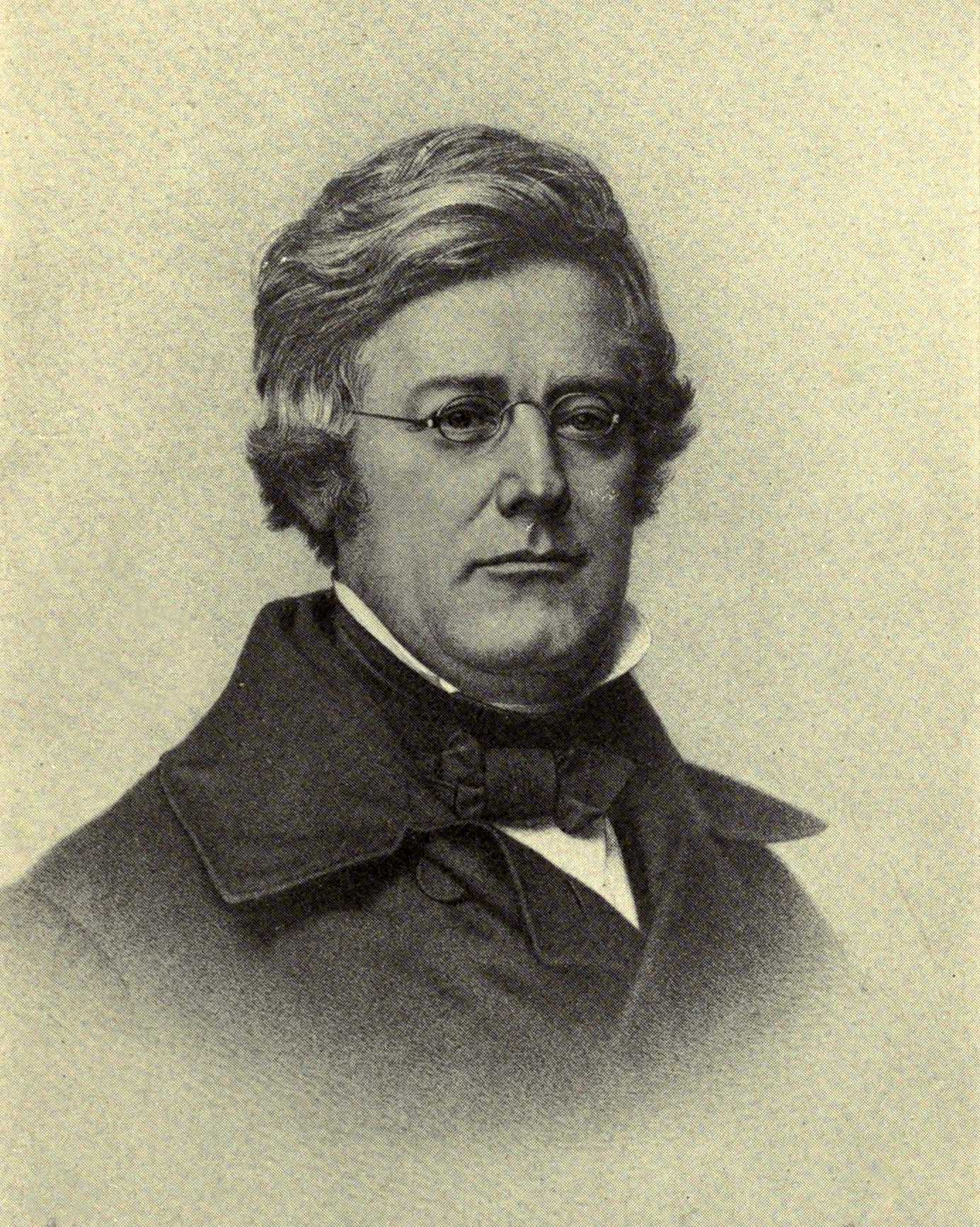
Robert Montgomery Bird (1806–1854)

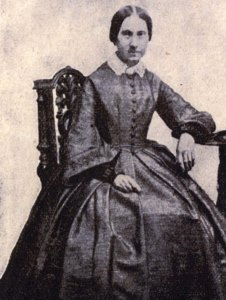
Amalie Baader (1806–1877)

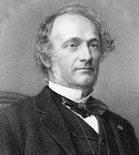
Désiré Nisard (1806–1888)

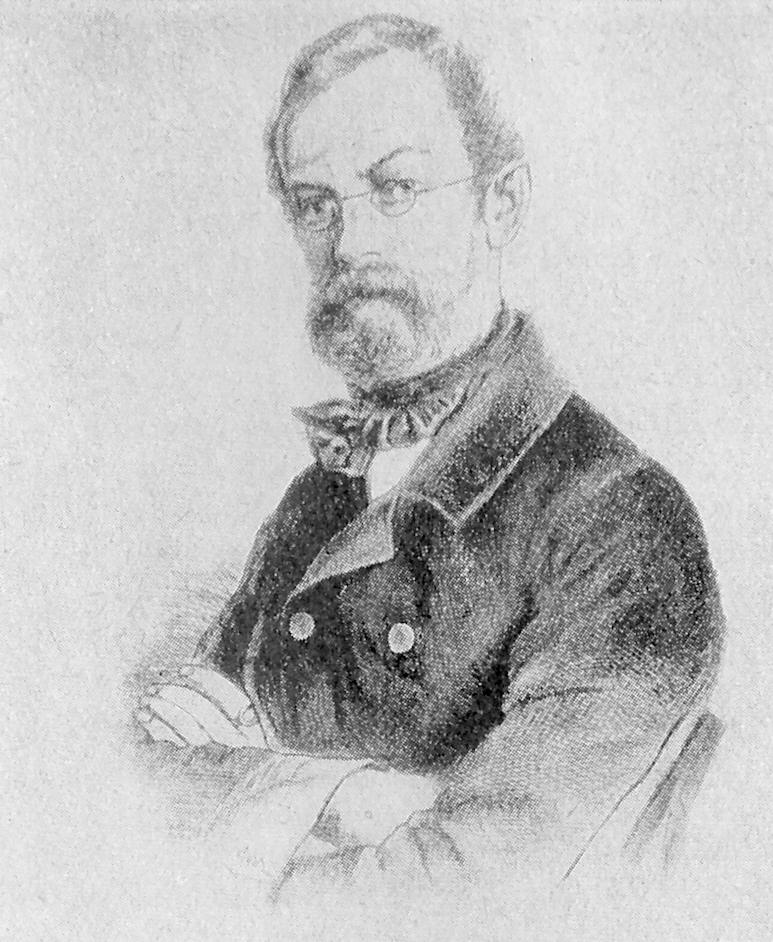
Emil Adolf Roßmäßler (1806–1867)

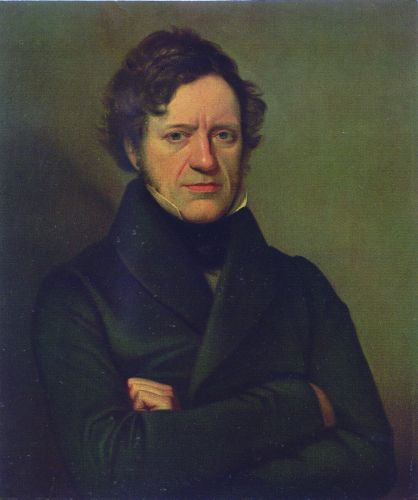
Alexander Graf von Auersperg, (1806–1876)

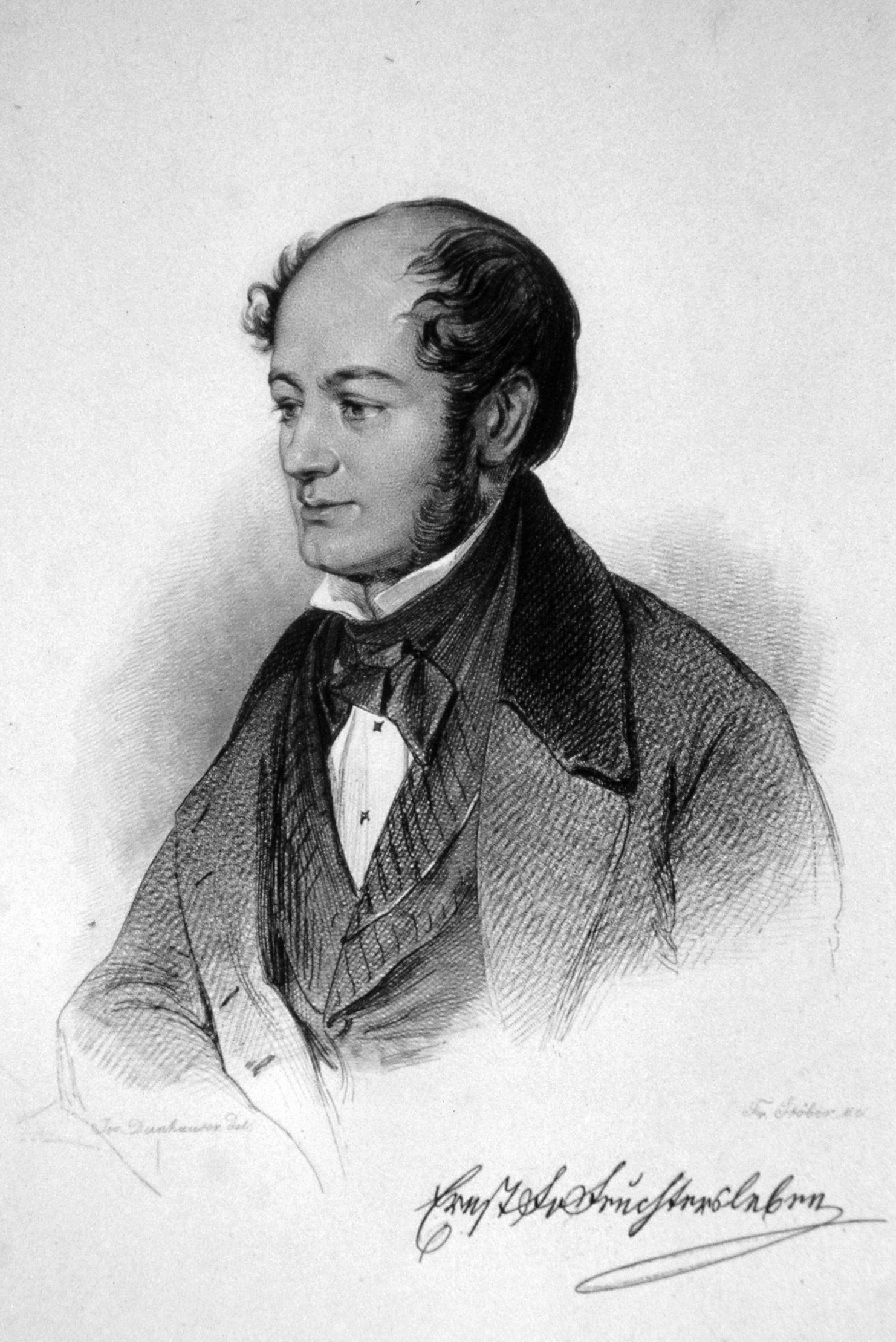
Ernst von Feuchtersleben (1806–1849), Porträtstich von Franz Xaver Stöber nach Josef Danhauser

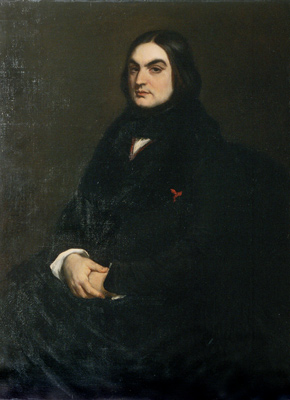
Porträt von J.H. Belloc: Émile Souvestre, (1806–1854), um 1850, Musée de Morlaix

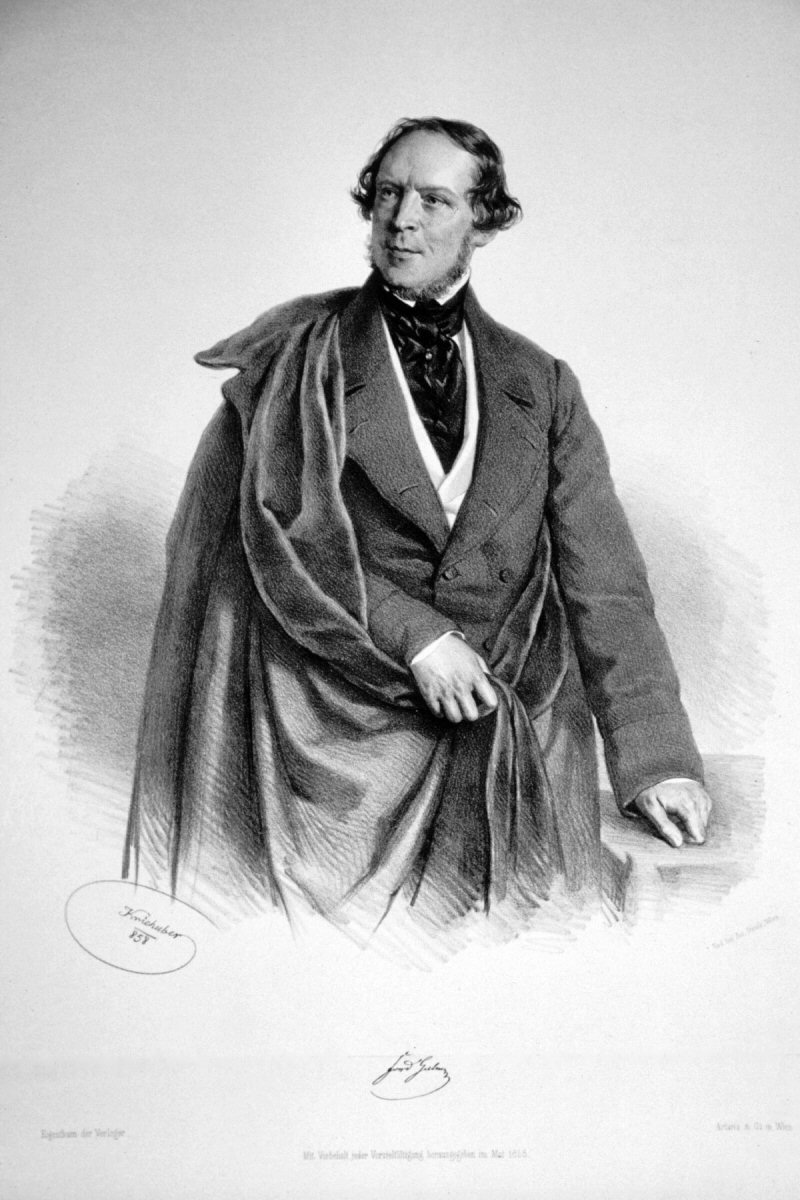
Friedrich Halm, (1806–1871), Lithographie von Joseph Kriehuber 1858

### Prosa
- Constance de Cazenove d’Arlens – Lettres de Clémence et d’Hippolite
- Achim von Arnim – Des Knaben Wunderhorn – 3 Teile bis 1806
- Leslie Armstrong – Die Angelsachsen
- Harriet Butler – Vensenshon
- Catherine Cuthbertson – Santo Sebastiano
- Charlotte Dacre – Zofloya; or, the Moor: A Romance of the Fifteenth Century
- Maria Edgeworth – Leonora
- Sophia Frances – Vivonio
- Jane Harvey – Schloss Tynemouth
- William Herbert – The Spanish Outlaw
- Rachel Hunter – Lady Maclairn, The Victim of Villany
- Francis Lathom – The Mysterious Freebooter
- Matthew Gregory Lewis – Feudal Tyrants
- Lady Morgan – The Wild Irish Girl
- Henrietta Rouviere Mosse – The Heirs of Villeroy
- Louisa Stanhope – Montbrasil Abbey

### Drama
- Richard Cumberland – Hint to Husbands
- Johann Wolfgang Goethe – Stella (Uraufführung)
- Iwan Krylow – Der Modeladen (Uraufführung)
- Leandro Fernández de Moratín – Le Oui des jeunes filles (Uraufführung)
- Ludwig Robert – Die Sylphen. Zauberoper nach Gozzi

### Lyrik
- Ugo Foscolo – I sepolcri
- Johann Wolfgang Goethe – Das Sonett[13]
- Friedrich Hölderlin – Die Heimat[14]
- Karl Friedrich Müchler – An die Deutschen[15]
- Johann Gottfried Seume – Der Bourbonide fiel durchs Beil...[16]
- Johann Gottfried Seume – Die Zeit der Dichtung ist vorbei[17]
- Jane & Ann Taylor – Rhymes for the Nursery
- Jacopo Vittorelli – Rime

### Sachliteratur
- Johann Christoph Adelung – Mithridates, a History of Language and Dialects (Englische Übersetzung)
- Ernst Moritz Arndt – Die Reise durch Schweden im Jahr 1804
- Antoine-Alexandre Barbier – Dictionnaire des ouvrages anonymes et pseudonymes (Band 1).
- Conversationslexicon mit vorzüglicher Rücksicht auf die gegenwärtigen Zeiten.
- Charles Pinot Duclos – Œuvres complètes (postum)
- Johann Gottlieb Fichte – Bericht über die Wissenschaftslehre
- Antoine Galland – Les Mille et Une Nuits (Übersetzung)
- Marie-Gabriel-Florent-Auguste de Choiseul-Gouffier – Voyage pittoresque de la Grèce (Band 2.1)
- Georg Wilhelm Friedrich Hegel – Phänomenologie des Geistes
- Jean-Baptiste de Lamarck – Discours d'ouverture du cours des animaux sans vertèbres
- James Madison – An Examination of the British Doctrine which Subjects to Capture a Neutral Trade not Open in Time of Peace
- Johann Georg Meusel – Lexikon der vom Jahr 1750 bis 1800 verstorbenen teutschen Schriftsteller (Band 6)
- Charles Nodier – Les Tristes ou Mélanges tirés des tablettes d’un suicidé
- Gabriel Peignot – Dictionnaire des livres condamnés au feu
- John Sibthorp – Flora Graeca
- Valentin Vodnik – Pesme za pokušino
- Ludwig Wilhelm Weißenborn – Briefe über die bürgerliche Selbstständigkeit der Weiber

## Geboren
- 22. Januar: Antonio Caccia der Ältere, Schweizer Schriftsteller italienischer Sprache († 1875)
- 22. Januar: Joseph Emanuel Hilscher, österreichischer Dichter († 1837)
- 01. Februar: Jane Williams (Ysgafell), englische Dichterin, Volkskundlerin und Historikerin († 1885)
- 05. Februar: Robert Montgomery Bird, US-amerikanischer Schriftsteller († 1854)
- 07. Februar: Charles Fenno Hoffman,  US-amerikanischer Journalist und Schriftsteller († 1884)
- 03. März: Karl Theodor Albert Liebner, deutscher lutherischer Theologe, Philologe und Historiker († 1871)
- 03. März: Emil Adolf Roßmäßler, deutscher Naturforscher, Politiker und Volksschriftsteller († 1867)
- 06. März: Elizabeth Barrett Browning, englische Dichterin († 1861)
- 15. März: Amalie Baader,  deutsche Schriftstellerin und Mitbegründerin des St.-Vincentius-Vereins († 1877)
- 18. März: Fredéric Armand Strubberg, deutscher Amerikareisender und Schriftsteller († 1889)
- 20. März: Désiré Nisard, französischer Literaturhistoriker († 1888)
- 21. März: Wilhelm Theodor von Chézy, deutsch-französischer Schriftsteller, Romancier, Übersetzer und Journalist († 1865)
- 02. April: Friedrich Halm,  österreichischer Dichter, Novellist und Dramatiker († 1871)
- 03. April: Iwan Wassiljewitsch Kirejewski, russischer Schriftsteller und Publizist († 1856)
- 06. April: Ottmar Schönhuth, deutscher Schriftsteller, Heimatforscher sowie Pfarrer († 1864)
- 11. April: Alexander Graf von Auersperg, österreichischer Dichter und Politiker († 1876)
- 15. April: Émile Souvestre, französischer Roman- und Bühnendichter († 1854)
- 17. April: William Gilmore Simms, englischer Schriftsteller († 1870)
- 22. April: Alexander von Ungern-Sternberg, deutscher Erzähler, Dichter und Maler († 1868)
- 29. April: Ernst von Feuchtersleben, österreichischer Popularphilosoph, Arzt, Lyriker und Essayist († 1849)
- 30. April: Charles-Theodor Cogniard zusammen mit seinem Bruder Jean-Hippolyte Cogniard (1807–1882), französischer Bühnenautor und Theaterdirektor, die zusammen 200 Komödien, Revuen, Märchenspiele und Operetten verfassen († 1872)
- 20. Mai: John Stuart Mill, englischer Philosoph († 1873)
- 26. Mai: Vinzenz Jakob von Zuccalmaglio, genannt Montanus, bergischer Schriftsteller und Dichter († 1876)
- 09. Juni: Ernst von Bibra, deutscher Naturforscher und Schriftsteller († 1878)
- 18. Juni: Charlotte Stieglitz, deutsche Schriftstellerin († 1834)
- 20. Juni: Friedrich Beck  deutscher Dichter und Gelehrter († 1888)
- 22. Juni: Émile de Girardin, französischer Autor, Journalist und Verleger († 1881)
- 19. Juli: Lorenz Diefenbach,  deutscher Bibliothekar, Pfarrer, Germanist, Lexikograf sowie deutschnationaler Schriftsteller († 1883)
- 20. Juli: John Sterling, englischer Schriftsteller († 1844)
- 12. August: Adolphe Granier de Cassagnac, französischer Publizist, Journalist, Historiker und Politiker († 1880)
- 20. August: Leopold Bornitz  deutscher Arzt und Schriftsteller, der dem Literaturkreis von Heinrich Laube nahestand († 1853)
- 31. August: Charles Lever, anglo-irischer Romanautor († 1874)
- September: Michel Delaporte, französischer Bühnendichter († 1872)
- 06. September: Juan Eugenio Hartzenbusch, spanischer Dichter († 1880)
- 18. September: Heinrich Laube, deutscher Schriftsteller, Dramatiker und Theaterleiter und Mitglied der Frankfurter Nationalversammlung († 1884)
- 28. September: Ferdinand Stolle, deutscher Journalist und Schriftsteller († 1872)
- 27. Oktober: Johann Nepomuk von Alpenburg,  österreichischer Autor und Mäzen († 1873)
- 02. November: Manuel de Araújo Porto-Alegre, brasilianischer Dichter († 1878)
- 12. November: Josef Jaroslav Langer, tschechischer Journalist und Dichter († 1846)
- 13. November: Alfred Nicolovius, deutscher Rechtswissenschaftler, Hochschullehrer und Autor († 1890)
- 20. November: Jean Hippolyte Michon, französischer Schriftsteller und Begründer der modernen Graphologie († 1881)
- 22. November: Charles Augustus Murray, englischer Schriftsteller und Diplomat († 1895)
- 10. Dezember: Pavao Štoos, kroatischer Dichter und Priester sowie bedeutende Persönlichkeit der Illyrischen Bewegung in Kroatien († 1862)
- 25. Dezember: Auguste Anicet-Bourgeois, französischer Theaterdichter († 1871)
- 27. Dezember: Gustav Kühne, deutscher Schriftsteller und Literaturkritiker († 1888)
- ohne genaues Datum: Luitpold Baumblatt deutscher jüdisch-katholischer Konvertit, Pädagoge, Fachbuchautor und Heimatschriftsteller († 1877)
- ohne genaues Datum: Antonie Klein, geb. Voigt, zuvor verheiratete Cosmar, deutsche Schriftstellerin, Übersetzerin und Moderedakteurin († 1870)

## Gestorben

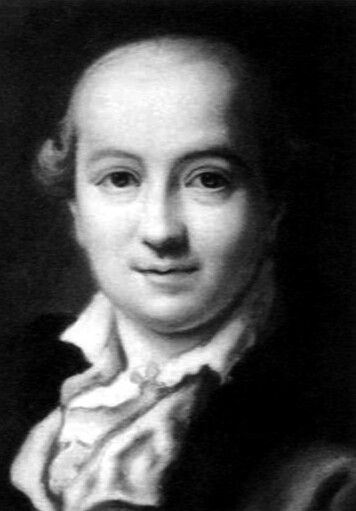
Heinrich Christian Boie (1744–1806)

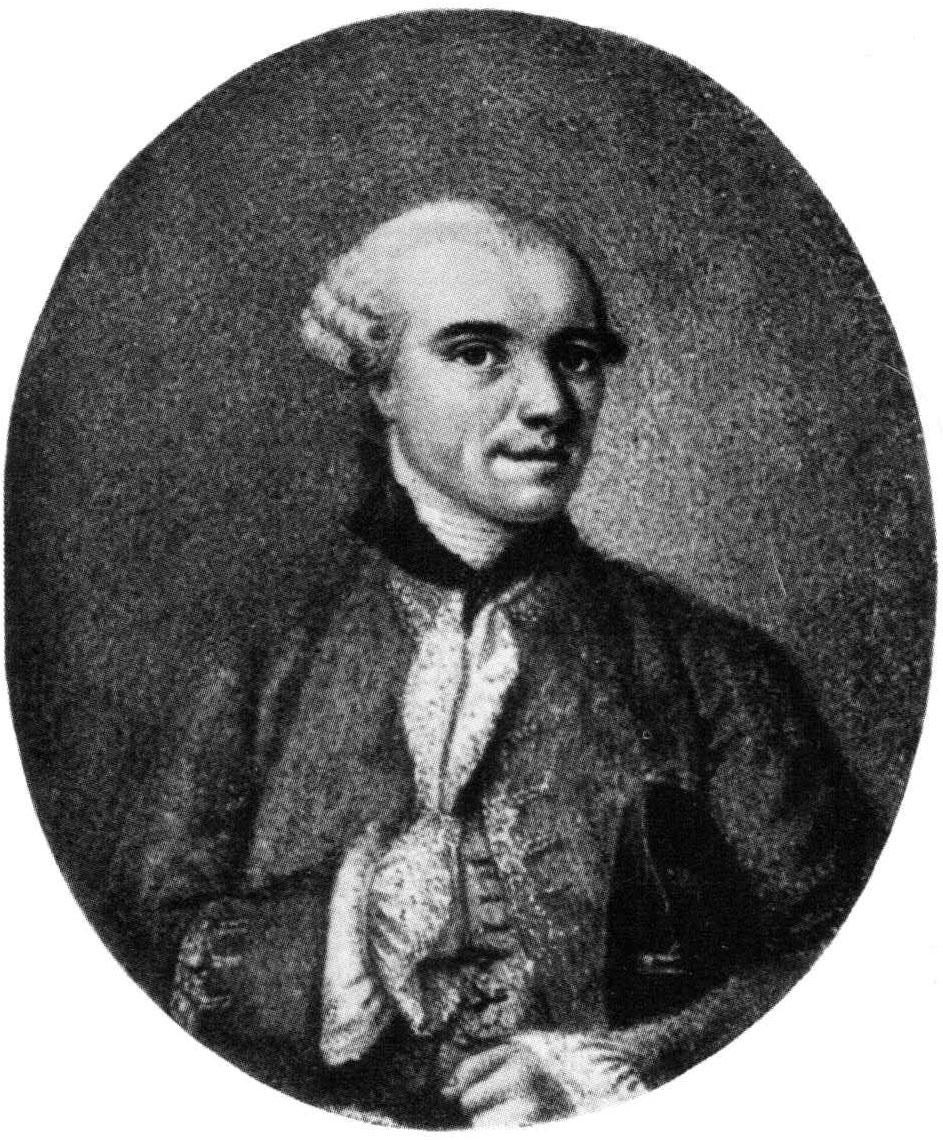
Cosimo Alessandro Collini (1727–1806)

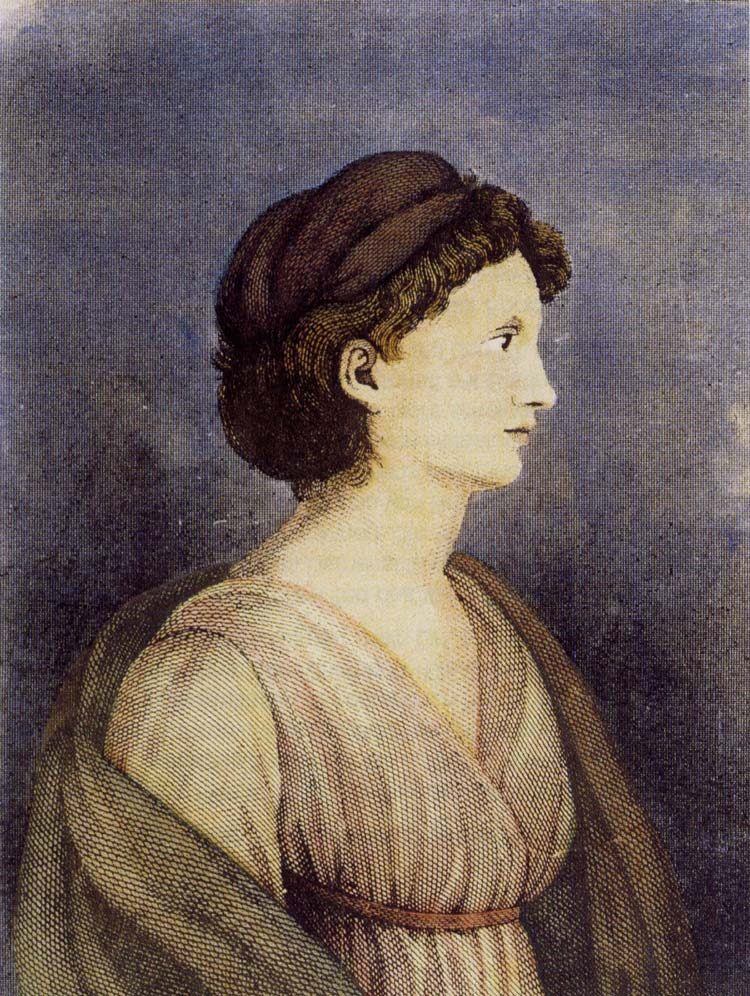
Karoline von Günderrode, (1780–1806), anonymes Gemälde, um 1800; Historisches Museum, Frankfurt Main

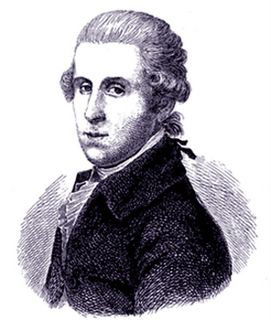
Johann Anton Leisewitz (1752–1806)

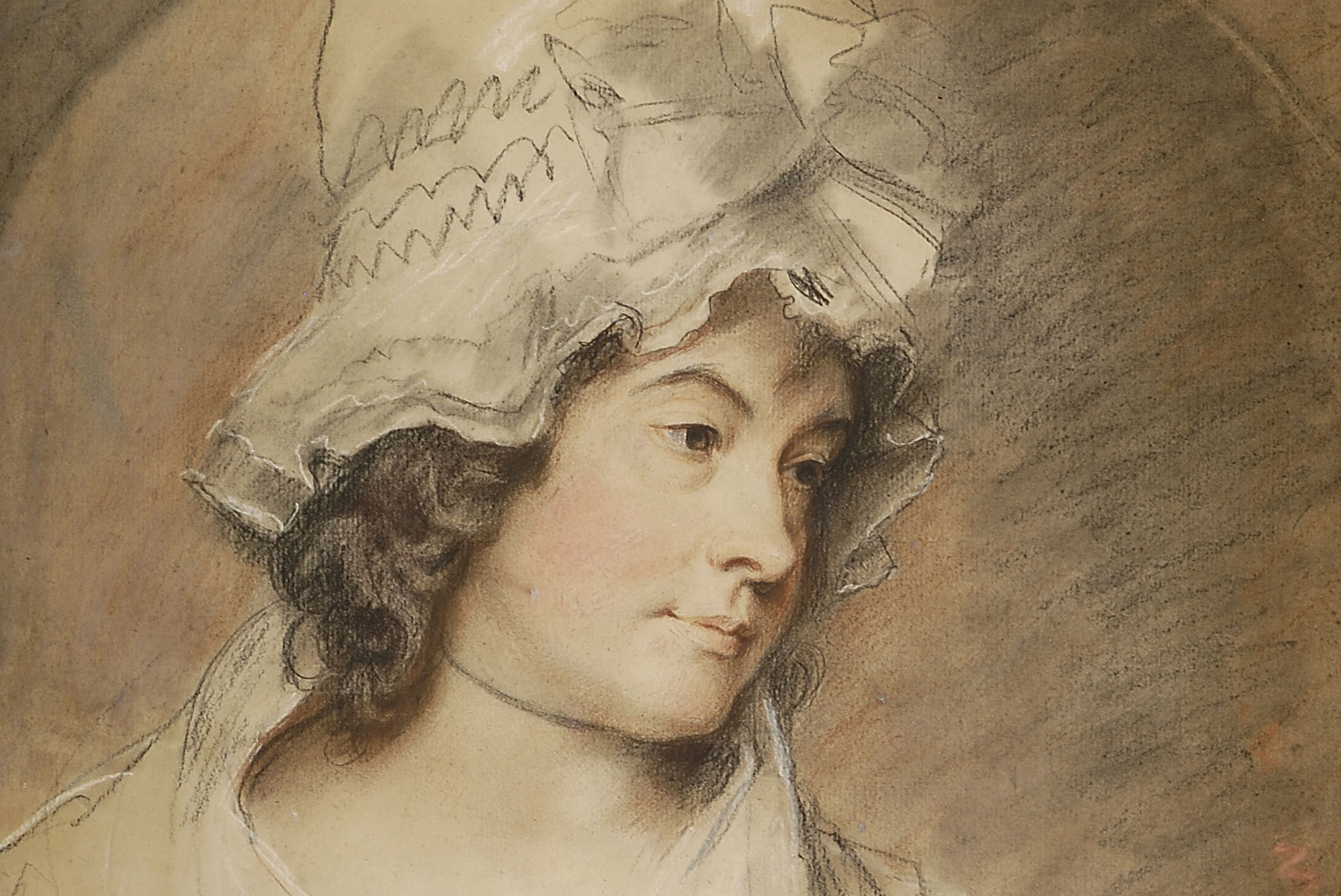
Charlotte Turner Smith (1749–1806) gezeichnet von George Romney

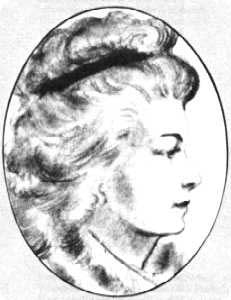
Sophie Mereau (1771–1806)

- 21. Januar: Friedrich August Weber, deutscher  Stadtarzt, Schriftsteller und Komponist (* 1753)
- 30. Januar: Christian Friedrich Quandt, deutscher Arzt und Schriftsteller (* 1766)
- 31. Januar: Gottlieb Ignaz von Ezdorf, deutscher Geheimrat, Kämmerer und Schriftsteller (* 1743)
- Februar: Mungo Park, britischer Entdecker und Reiseschriftsteller (* 1771)
- 01. Februar: Charles-Nicolas Favart,  französischer Schauspieler und Schriftsteller (* 1749)
- 03. Februar: Nicolas Edme Restif de la Bretonne,  französischer Romancier und Wegbereiter des Verismus und Naturalismus (* 1734)
- 05. Februar: Charlotte-Jeanne Béraud de la Haye de Riou, Marquise de Montesson, auch als Madame de Montesson bekannt, französische Adlige und Schriftstellerin (* 1738)
- 13. Februar: Gabriel-Henri Gaillard, französischer Historiker (* 1726)
- 24. Februar: Jean-François Collin d’Harleville, französischer Dramatiker (* 1755)
- 25. Februar: Heinrich Christian Boie, deutscher Dichter und Herausgeber (* 1744)
- 07. März: Ernst Carl Ludwig Ysenburg von Buri, deutscher Schriftsteller (* 1747)
- 21. März: Cosimo Alessandro Collini, florentinischer Adeliger, Sekretär Voltaires und Hofhistoriograph am Mannheimer Hof (* 1727)
- 30. März: Georgiana Cavendish, Duchess of Devonshire, englische Adelige und Schriftstellerin (* 1757)
- 04. April: Carlo Gozzi, venezianischer Autor und Dramatiker (* 1720)
- 03. Juni: Christian Wilhelm Alers, deutscher Geistlicher Dichter, Philosoph und Prediger (* 1737)
- 25. Juli: Friedrich Gustav Arvelius, estnisch-deutschbaltischer Schriftsteller und Volksaufklärer (* 1753)
- 26. Juli: Karoline von Günderode, deutsche Dichterin (* 1780)
- 04. August: Johann Gottfried Hagemeister, deutscher Schauspieler, Dichter, Publizist und Lehrer (* 1762)
- 10. September: Johann Christoph Adelung, Bibliothekar, Sprachforscher (* 1732)
- 10. September: Johann Anton Leisewitz, deutscher Autor, Jurist und Schriftsteller (* 1752)
- 27. September: Wolfgang Heribert von Dalberg, badischer Großhofmeister und Staatsminister; ab 1778 auch Intendant des Nationaltheaters in Mannheim (* 1750)
- 19. Oktober: Henry Kirke White, englischer Dichter (* 1785)
- 28. Oktober: Charlotte Turner Smith, englische Schriftstellerin, Dichterin und Übersetzerin französischer Prosa (* 1749)
- 31. Oktober: Sophie Mereau, Schriftstellerin der deutschen Romantik (* 1770)
- 03. November: José Clavijo y Fajardo, spanischer Publizist und Schriftsteller (* 1726)
- 23. November: Sir Roger Newdigate, Stifter des Newdigate-Preises (* 1719)
- ohne genaues Datum: Sakurada Jisuke I.,  japanischer Kabuki-Autor (* 1734)